# Diocesi di Nicopoli

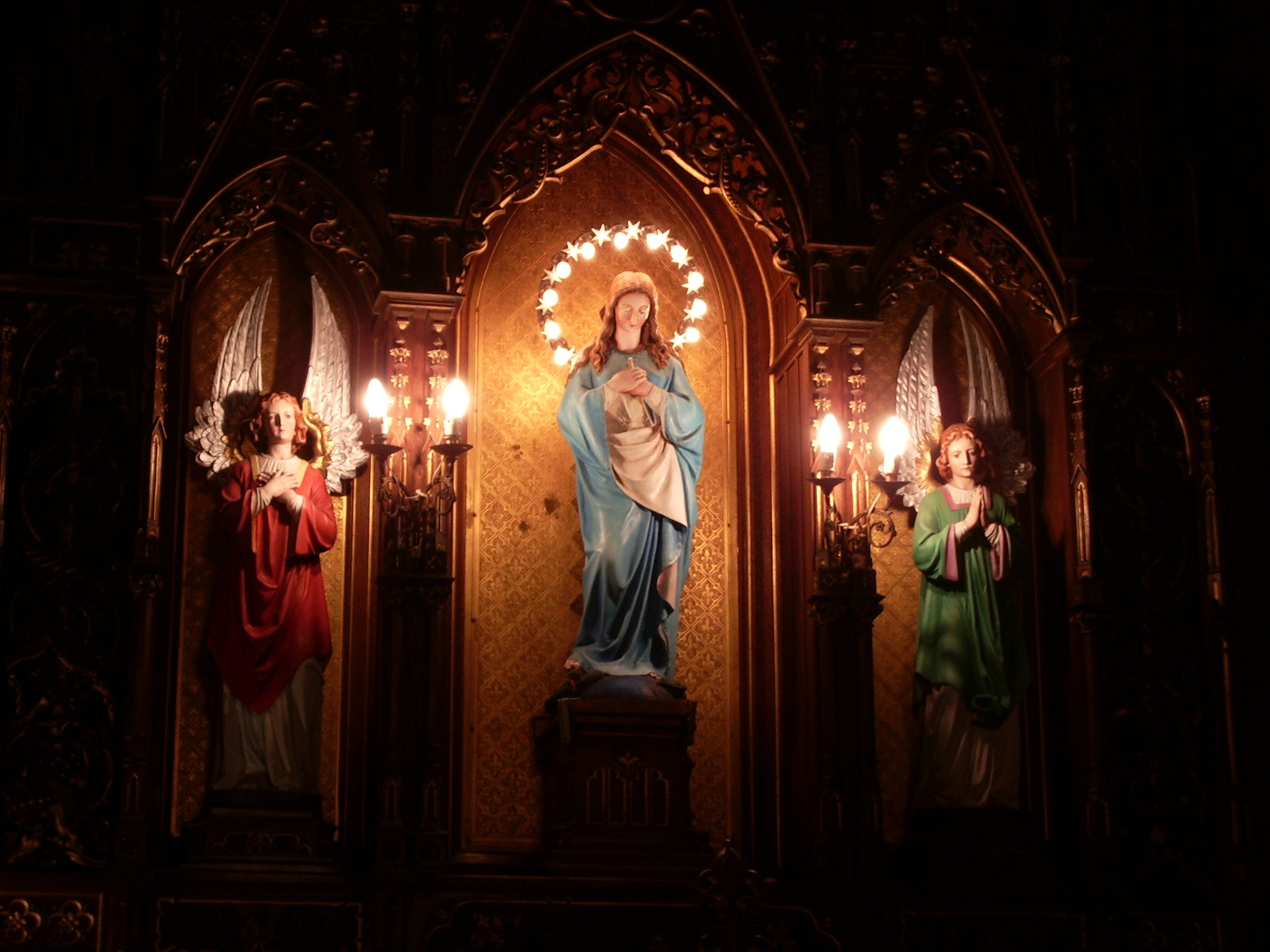
Veduta dell'interno della cattedrale.

La diocesi di Nicopoli (in latino Dioecesis Nicopolitana) è una sede della Chiesa cattolica in Bulgaria immediatamente soggetta alla Santa Sede. Nel 2023 contava 24.650 battezzati su 2.484.900 abitanti. È retta dal vescovo Strahil Veselinov Kavalenov.

## Territorio
La diocesi comprende la parte settentrionale della Bulgaria, dal confine con la Serbia ad ovest, fino al Mar Nero ad est, e dal Danubio a nord fino ai Balcani a sud.
Sede vescovile è la città di Ruse, dove si trova la cattedrale di San Paolo della Croce. Il nome della diocesi proviene invece dall'attuale città di Nicopol, dove agli inizi del XVI secolo si trovava la maggior parte dei fedeli cattolici e dei missionari.
Il territorio si estende su 43.241 km² ed è suddiviso in 21 parrocchie.

## Storia
I missionari francescani della provincia della Bosnia arrivarono in Bulgaria agli inizi del XVII secolo; nel 1624 essi formarono una provincia indipendente, con il nome di «custodia Bulgariae».
La diocesi fu eretta nel 1648 come suffraganea dell'arcidiocesi di Sofia (oggi diocesi di Sofia e Filippopoli), che solo pochi anni prima era stata elevata a sede metropolitana. Dallo stesso anno i vescovi di Nicopoli furono nominati amministratori apostolici del vicariato apostolico di Valacchia fino al 27 aprile 1883, quando fu eretta l'arcidiocesi di Bucarest.
Nel 1688 i Turchi distrussero la maggior parte delle stazioni missionarie cattoliche ed uccisero molti fedeli di rito latino. Anche il vescovo di Nicopoli, Anton Stefanov, dovette fuggire e lasciare la Bulgaria, come la maggior parte dei francescani. Nei decenni successivi la sede rimase vacante ed anche l'opera di evangelizzazione subì un duro arresto: nel 1717 la diocesi contava circa 800 cattolici e il vescovo risiedeva nel villaggio di Belene, uno dei pochissimi villaggi abitato quasi interamente da cattolici di rito latino.
Nel 1752 la diocesi era priva di chiese e i circa 300 fedeli cattolici erano affidati alla cura di tre missionari provenienti da Ragusa. La residenza dei vescovi di Nicopoli era nella città di Bucarest, dove rimarrà fino al 1883. Nel 1753 arrivarono dei nuovi missionari, i Battistini, che dovettero però anche loro abbandonare la missione dieci anni dopo. Nel 1758, quando l'arcidiocesi di Sofia viene ridotta a vicariato apostolico, la diocesi di Nicopoli diviene immediatamente soggetta alla Santa Sede.
Verso la fine del XVIII secolo furono i Passionisti a giungere in diocesi, ma solo a partire dal 1805, con la nomina a vescovo di Francesco Maria Ferreri, poterono lavorare alle missioni con effetti duraturi. Nel corso dell'Ottocento il governo ottomano permise la costruzione di nuove chiese, che ancora nel 1848 erano solo tre.
Il 15 marzo 1998 il vescovo Vincentius Eugenio Bossilkov, martire durante il comunismo, fu beatificato da papa Giovanni Paolo II.

## Cronotassi dei vescovi
Si omettono i periodi di sede vacante non superiori ai 2 anni o non storicamente accertati.
- Filip Stanislavov † (6 luglio 1648 - 26 novembre 1663 sospeso)
  - Francisk Sojmirovič † (26 novembre 1663 - 17 maggio 1673 dimesso) (amministratore apostolico)[2]
- Filip Stanislavov † (17 maggio 1673 - 1674 deceduto) (per la seconda volta)
- Anton Stefanov, O.F.M. † (10 maggio 1677 - 1692)
  - Sede vacante (1692-1717)
- Marko Andrassy † (10 maggio 1717 - 20 dicembre 1723 nominato arcivescovo di Sofia)
- Baltazar Lieski † (1724 - ?)
- Nikola Stanislavič, O.F.M. † (11 giugno 1725 - 30 settembre 1740 nominato vescovo di Csanád)
  - Sede vacante (1740-1743)
- Anton Bečić † (23 settembre 1743 - 1º marzo 1752 dimesso)
- Nicolò Pugliesi † (18 dicembre 1752 - 6 aprile 1767 nominato arcivescovo di Ragusa)
- Sebastiano Canepa, Batt. † (1º giugno 1767 - febbraio 1769 deceduto)
- Giacomo Antonio Riccardini, O.F.M.Conv. † (4 marzo 1771 - 18 settembre 1775 dimesso)
- Pavel Duvanlija † (16 ottobre 1776 - 6 luglio 1804 deceduto)
- Francesco Maria Ferreri, C.P. † (20 settembre 1805 - 3 novembre 1813[3] deceduto)
- Fortunato Maria Ercolani, C.P. † (27 maggio 1815 - 19 aprile 1822 nominato vescovo di Civita Castellana, Orte e Gallese)
  - Sede vacante (1822-1825)
- Giuseppe Molajoni, C.P. † (23 settembre 1825 - 12 luglio 1847 dimesso)
- Angelo Parsi, C.P. † (22 luglio 1847 - 24 febbraio 1863 deceduto[4])
- Antonio Giuseppe Pluym, C.P. † (15 settembre 1863 - 1º marzo 1870 dimesso[5])
- Ignazio Paoli, C.P. † (19 agosto 1870 - 27 aprile 1883 nominato arcivescovo di Bucarest)
- Ippolito Agosto, C.P. † (27 aprile 1883 - 3 dicembre 1893[6] deceduto)
- Henri Doulcet, C.P. † (7 gennaio 1895 - 31 marzo 1913 dimesso[7])
- Leonhard Alois von Baumbach, C.P. † (31 marzo 1913 succeduto - 13 maggio 1915 dimesso[8])
- Damian Johannes Theelen, C.P. † (21 maggio 1915 - 6 agosto 1946 deceduto)
- Beato Vikentij Evgenij Bosilkov, C.P. † (26 luglio 1947 - 11 novembre 1952 deceduto)
  - Sede vacante (1952-1975)
- Vasco Seirekov † (22 luglio 1975 - 4 gennaio 1977 deceduto)
- Samuel Seraphimov Djoundrine, A.A. † (14 dicembre 1978 - 28 giugno 1994 ritirato)
- Petko Jordanov Christov, O.F.M.Conv. † (18 ottobre 1994 - 14 settembre 2020 deceduto)
- Strahil Veselinov Kavalenov, dal 20 gennaio 2021[9]

## Statistiche
La diocesi nel 2023 su una popolazione di 2.484.900 persone contava 24.650 battezzati, corrispondenti all'1,0% del totale.
| anno | popolazione | popolazione | popolazione | presbiteri | presbiteri | presbiteri | presbiteri                | diaconi | religiosi | religiosi | parrocchie |
| anno | battezzati  | totale      | %           | numero     | secolari   | regolari   | battezzati per presbitero | diaconi | uomini    | donne     | parrocchie |
| ---- | ----------- | ----------- | ----------- | ---------- | ---------- | ---------- | ------------------------- | ------- | --------- | --------- | ---------- |
| 1950 | 21.892      | 2.861.326   | 0,8         | 24         | 1          | 23         | 912                       |         | 4         | 113       | 19         |
| 1968 | 20.000      | 8.000.000   | 0,3         | 11         |            | 11         | 1.818                     |         | 4         | 113       | 12         |
| 1987 | 20.000      | 3.450.000   | 0,6         | 17         | 11         | 6          | 1.176                     |         | 10        | 11        | 13         |
| 1999 | 30.000      | 4.000.000   | 0,8         | 12         | 2          | 10         | 2.500                     |         | 11        | 19        | 17         |
| 2000 | 30.000      | 4.000.000   | 0,8         | 9          | 2          | 7          | 3.333                     |         | 8         | 24        | 18         |
| 2001 | 30.000      | 3.500.000   | 0,9         | 8          | 2          | 6          | 3.750                     |         | 7         | 24        | 18         |
| 2002 | 30.000      | 3.000.000   | 1,0         | 9          | 2          | 7          | 3.333                     |         | 7         | 23        | 18         |
| 2003 | 30.000      | 3.000.000   | 1,0         | 9          | 2          | 7          | 3.333                     |         | 7         | 22        | 18         |
| 2004 | 30.000      | 3.000.000   | 1,0         | 10         | 2          | 8          | 3.000                     |         | 9         | 25        | 19         |
| 2013 | 30.000      | 2.971.000   | 1,0         | 15         | 5          | 10         | 2.000                     |         | 10        | 21        | 20         |
| 2016 | 30.000      | 2.936.000   | 1,0         | 16         | 5          | 11         | 1.875                     | 1       | 13        | 20        | 21         |
| 2019 | 25.000      | 2.500.000   | 1,0         | 15         | 5          | 10         | 1.666                     | 1       | 10        | 16        | 21         |
| 2021 | 25.000      | 2.500.000   | 1,0         | 13         | 4          | 9          | 1.923                     |         | 10        | 12        | 21         |
| 2023 | 24.650      | 2.484.900   | 1,0         | 14         | 3          | 11         | 1.760                     |         | 12        | 19        | 21         |